# ビックスバーグの包囲戦
ビックスバーグの包囲戦（ビックスバーグのほういせん、英:Siege of Vicksburg）は、南北戦争のビックスバーグ方面作戦では最後の大きな戦闘である。北軍の指揮官ユリシーズ・グラント少将のテネシー軍はミシシッピ川を渡った後で、南軍ジョン・C・ペンバートン中将の部隊を要塞都市ビックスバーグを取り巻く防御線の中に追い込んだ。グラントは1863年5月19日と22日の2回、南軍の要塞に対する攻撃を行って大きな損失を出し撃退された後は、5月25日から7月4日までビックスバーグ市を包囲した。この7月4日に南軍は降伏し、ミシシッピ川の支配権が北軍の手に落ちた。この南軍の降伏は、その前日（7月3日）東部戦線におけるゲティスバーグの戦いでロバート・E・リー軍が敗北したことと組み合わせて、南北戦争の転回点と見なされている。

## 背景
グラントはビックスバーグの南ブルーンズバーグでミシシッピ川を渡った後は、ポートギブソンとレイモンドでの戦闘に勝利し、1863年5月半ばにミシシッピ州の州都ジャクソンを占領して、ペンバートン軍を西方に退かせた。ペンバートンはチャンピオンヒルとビッグブラック川橋の戦いで北軍の前進を止めようとしたが失敗した。北軍ウィリアム・シャーマン少将の軍団が北から南軍の側面を衝こうとしていることが分かったペンバートンは、撤退するか側面を衝かれるに任せるかという選択肢しかなくなった。ペンバートンはビッグブラック川に架かる橋を燃やし、防御の堅いビックスバーグ市に撤退する道すがら、動物や植物、あらゆる食用に出来るもの全てを取っていった。
南軍はヘインズブラフを明け渡して、シャーマンの騎兵隊が5月19日にこれを占領し、また北軍の蒸気船は最早ビックスバーグの大砲に対抗する必要も無くなったので、ヤズー川上流で固まってドック入りが可能になった。グラントは以前はルイジアナ州から補給物資を得ていたのを、より直接にグランド湾やブルーンズバーグでミシシッピ川を渡り、その後に北へ動かして補給できるようになった。
ペンバートン軍はその前の2つの戦闘で4分の3以上を失っており、ビックスバーグにいる多くの者は南軍の西部方面軍を指揮するジョセフ・ジョンストン将軍が市を解放してくれると期待したが、それは起こらなかった。北軍の大部隊が市を包囲するために行軍してきており、燃やされたビッグブラック川の橋も修理した。グラント軍は5月18日に橋を渡った。ジョンストンはその部下であるペンバートンに市を犠牲にして軍隊を救うよう求める伝言を送ったが、ペンバートンにとっては受け入れがたいことだった（ペンバートンの生まれは北部であり、もしビックスバーグを放棄すれば、南部の大衆に非難されることを恐れたと考えられる）。

## 対戦した勢力とビックスバーグの防御力

ビックスバーグでの軍指揮官
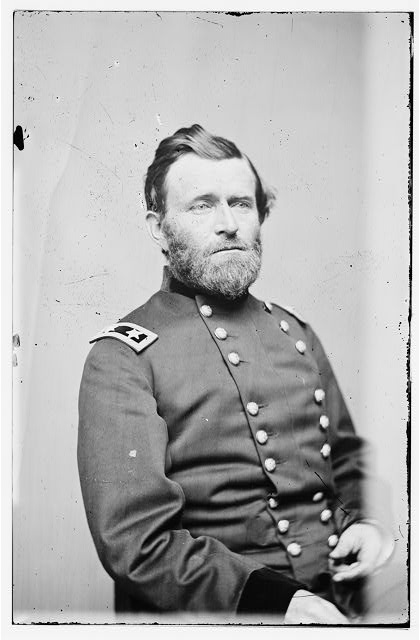
ユリシーズ・グラント 北軍少将
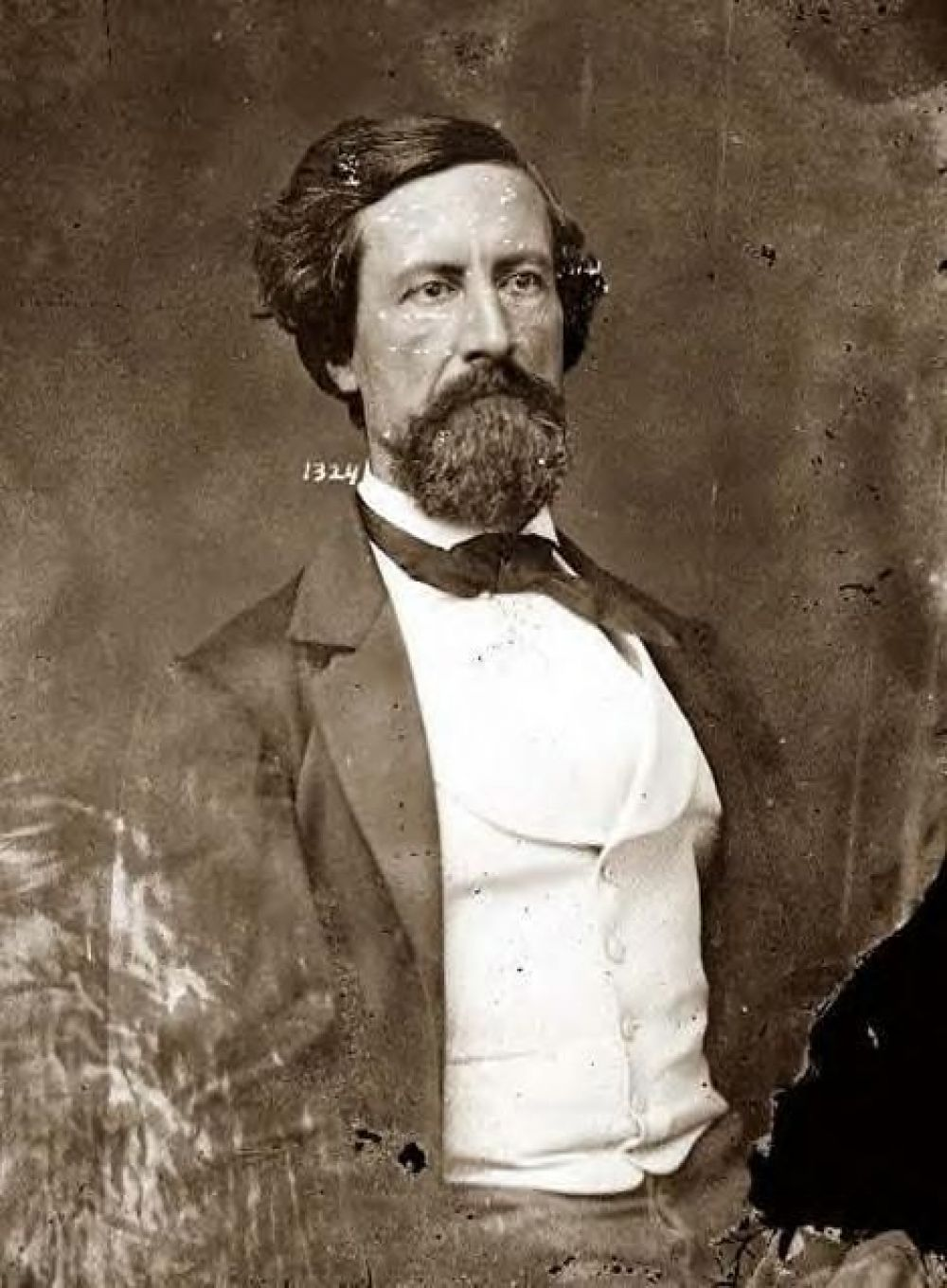
ジョン・C・ペンバートン 南軍中将

北軍がビックスバーグに接近すると、ペンバートンはその前線に18,500名の兵士しか配置できなかった。グラント軍は35,000名以上を擁しており、途中ではさらに増えた。しかし、ペンバートンにはその防御を難攻不落のものにしていた地形と要塞という利点があった。ビックスバーグ周辺の防御線はおよそ6.5マイル (10 km)にわたり、丘や突起部のある様々な高度の地形にあって、その急斜面は攻撃側が銃火の下を上ってくるのを困難にしていた。胸壁には多くの銃眼、砦、方形堡および三日月堡があった。前線の主要な防御施設として、市の北の高い崖上にあるヒル砦、北東から墓地道路を通って接近するときにこれを見下ろすストッケード・レダン（凸角堡）、第3ルイジアナ・レダン、グレート・リダウト（方形堡）、市内に入る鉄道の隙間を守る鉄道リダウト、方形砦（ギャロット砦）、ホールズフェリー道路に沿った突出部およびサウス砦があった。
北軍ユリシーズ・グラント少将のテネシー軍は3個軍団を連れてきていた。ジョン・A・マクラーナンド少将の第13軍団、ウィリアム・シャーマン少将の第15軍団およびジェイムズ・マクファーソン少将の第17軍団だった。
南軍ジョン・C・ペンバートン中将のミシシッピ軍でビックスバーグ市内に入ったのは4個師団であり、カーター・L・スティーブンソン、ジョン・H・フォーニー、マーティン・L・スミスおよびジョン・S・ボーウェン各少将が指揮していた。

## 攻撃
グラントは南軍が十分に防御を施す前に圧倒してしまいたいと思い、5月19日にストッケード・レダンに対する即座の攻撃を命じた。シャーマン軍団の部隊がルス・ヘーベル准将の旅団に属する第36ミシシッピ歩兵連隊からの銃撃や砲撃に遭って、接近するだけでも苦労した。このレダンの高さ17フィート (5.2 m)の壁に攻撃する前に逆茂木に守られた急な谷間や深さ6フィート (1.8 m)幅8フィート (2.4 m)の溝をこえていく必要があった。この最初の試みは容易に撃退された。グラントは防御を弱めるために砲撃を命じ、午後2時頃、シャーマン指揮下のフランシス・P・ブレア少将師団が再度挑戦したが、極少数の兵士がレダン下の溝まで到達するのがやっとだった。この攻撃はライフル銃の一斉射撃や手投げ弾が前後に投げ込まれる中で崩壊した。
5月19日に北軍の攻撃が失敗したことはその士気に影響し、ミシシッピ州中で勝利を重ねてきた兵士達が感じていた自信をへこませた。この攻撃は損失が大きく、戦死157名、負傷777名となり、8名が不明となった。対する南軍の損失は戦死8名、負傷62名だった。士気の落ちていたはずの南軍は戦う意志を取り戻した。
グラントは5月22日に再度攻撃を計画したが、このときはもっと注意を払った。まず十分な偵察を行い、大砲や海軍の艦砲で防御を弱めさせた。先導部隊には砦の壁を越えるための梯子が与えられた。グラントは長期間の包囲戦を望まず、この攻撃は広い防御線全体にわたって行われることになった。
北軍は5月19日に損失を出して撃退されたにも拘わらず、その士気は高く、このときは略奪してきたもので十分な食料もあった。グラントが通り過ぎるのを見た一人の兵士が「乾パン」と言った。間もなく近くにいた全兵士が「乾パン！乾パン！」と叫び始めた。北軍は5月21日の夜に乾パン、豆およびコーヒーを供出した。あらゆる者が翌日ビックスバーグが落ちるものと予測した。
北軍は220門の大砲と川に浮かぶデイビッド・D・ポーター海軍少将の艦隊からの艦砲を使って夜通し市内を砲撃し、資産に与えた損害は大したことがなかったものの、市民の士気は大きく下げた。5月22日の朝、防御側は再度4時間にわたる砲撃を受け、その後午前10時に3マイル (5 km)にわたる前線に北軍が再度攻撃を始めた。
シャーマンは今一度墓地道路を通って攻撃し、150名の志願兵（絶望的望みの分遣隊と渾名された）が梯子と板を持って先導し、その後をブレアとジェイムズ・M・タトル准将の師団が続き、狭い前線に大部隊を集中させることで突破できることを期待して、連隊を長い縦隊に組んだ。この部隊は激しいライフル銃撃に遭って撃退された。ブレア指揮下のジャイルズ・A・スミスとT・キルビー・スミス各大佐の旅団はストッケード・レダンの南端にあるグリーンのレダンから100ヤード (90 m)の尾根まで到達し、そこから南軍陣地に激しい銃撃を行ったが、ほとんど効果は無かった。タトルの師団は前進の順番を待っていたがその機会は訪れなかった。シャーマン軍団の最右翼、フレデリック・スティール准将の師団はミントスプリング・バイユーの谷間を通って敵陣に迫ろうとすることで午前中を使ってしまった。
マクファーソンの軍団はジャクソン道路に沿った敵陣中央の攻撃を割り当てられた。その右側面では、トマス・E・G・ランサム准将の旅団が敵陣から100ヤード (90 m)まで接近したが、グリーンのレダンから側面攻撃を受ける危険を避けるために停止した。マクファーソンの軍団左側面では、ジョン・A・ローガン少将の師団が第3ルイジアナ・レダンとグレート・リダウトに対する攻撃を任された。ジョン・E・スミス准将の師団がレダンの斜面まで辿り着いたが、そこで留まってしまい、暗くなるまで手投げ弾に身をかわしながら過ごし、最後は呼び戻された。ジョン・D・スティーブンソン准将の旅団はリダウトに対して2列縦隊でかなり前進したが、その用意した梯子が砦の壁を越えるには短すぎて、その攻撃も失敗した。アイザック・F・クィンビー准将の師団は数百ヤード前進したが、その将軍達が混乱した議論を始め、数時間も止まったままだった。
北軍の左翼、マクラーナンド軍団はボールドウィンフェリー道路に沿い、ミシシッピ・サザン鉄道に跨って動いた。ユージーン・A・カー准将の師団は鉄道リダウトと第2テキサス三日月堡の占領を割り当てられた。ピーター・J・オスターハウス准将の師団は方形砦に当てられた。カーの部隊は第2テキサス三日月堡で小さな突破に成功し援軍を求めた。
午前11時までに突破は起こりそうにないことが明らかとなり、シャーマン軍団とマクファーソン軍団の前進が失敗した。ちょうどこの時、グラントはマクラーナンドからの伝言を受け取り、マクラーナンド軍が激しく交戦していること、南軍は増強されつつあることを伝え、およびその右手にあるマクファーソンの軍団からの陽動攻撃を要請していた。グラントは当初この要請を拒否し、マクラーナンドにはその予備隊を援軍に使うよう告げた。グラントは、マクラーナンド軍団があまり交戦しておらず、マクファーソン軍団の方が激しく交戦しているという印象を持っていたが、それは誤りであり、事実は反対だった。マクラーナンドは追加の伝言を送り、それでは「星条旗が砦の上に翻っている」というふうに既に2つの砦を占領したと示唆する部分的に誤解させる情報が入っていた。またその前線をもう一押しすれば北軍が勝利を掴むという内容だった。グラントは再度異議を唱えたが、その伝言をシャーマンに見せ、シャーマンは自分の軍団に再度前進を命じた。グラントは再考し、マクファーソンにマクラーナンド軍団の応援のためにクィンビーの師団を派遣するよう命令した。
シャーマンはさらに2回攻撃を命じた。午後2時15分、ジャイルズ・スミスとランサムの部隊が動いて即座に撃退された。午後3時、タトルの師団はあまりに多くの損失を出して前進を中断したので、シャーマンはタトルに「これは殺人だ。部隊に退却を命じろ」と告げた。この時刻までにスティールの師団がやっとシャーマン軍団の右手に到着し、午後4時、第26ルイジアナ・レダウトに対する突撃を命じた。スティール師団もシャーマン軍団の他の攻撃と何ら変わりない結果になった。
マクファーソン軍団の戦線ではローガン師団が午後2時頃にジャクソン道路を下って再度圧力を掛けたが、大きな損失を出したので攻撃は中止された。マクラーナンド軍団はクィンビー師団に増援されて再度攻撃を掛けたが、成果は得られなかった。北軍の損失は戦死502名、負傷2,550名、不明147名となり、今回は3個軍団がほぼ等しく損失を出した。南軍の損失は直接の報告が無いが、500名以下だったと推計されている。グラントはこの日のお粗末な結果についてその一部をマクラーナンドの誤解させるような伝言に帰せしめ、この方面作戦の間何度も苛立たせることになったこの政治家将軍に対する鬱憤がまた一つ重なることになった。

## 包囲戦

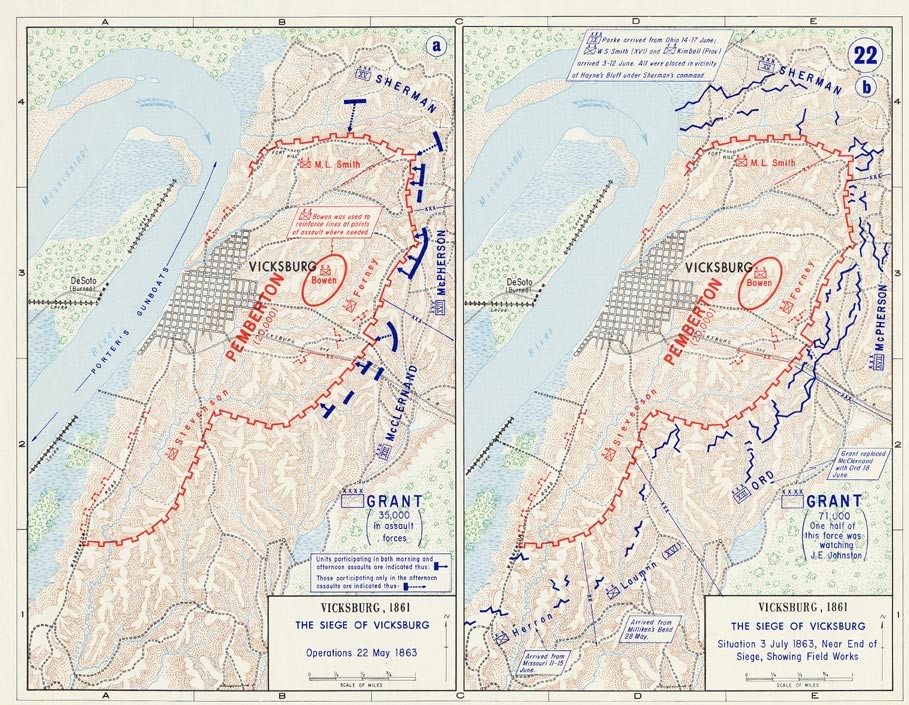
左は攻撃の時、右は包囲の時の地図

歴史家のシェルビー・フットは、グラントが「攻撃を行ったことを悔やまなかった。彼は失敗したことだけを悔やんだ」と書いた。グラントは渋々ながら包囲戦を布いた。5月25日、ジョン・A・ローリンズ中佐が特別命令第140号をグラントのために発し、「軍団指揮官は即座に通常の方法で敵軍を減ずる行動を始めること。ビックスバーグの防御力を弱め、守備隊を捕獲するためにこれ以上の人命が失われないことが望ましい。坑道や塹壕を掘り、あるいは前進砲台をつくるために地域を得るには、自然の地形の不均衡などあらゆる利点を利用すること。...」となっていた。グラントはその自叙伝で、「私は通常の包囲戦を布くことにした。言ってみれば『敵の陣地を取るために』、またこれ以上損失を出さないために」と記した。
北軍は市を取り巻く念入りな塹壕（当時の兵士達は「溝（ditches）」と呼んだ）を作って潜り込み、南軍の要塞に段々と近付けていった。南軍の背面はミシシッピ川に面しており、川からは北軍の砲艦が砲撃して、南軍の兵士や市民は罠に嵌ったような状態だった。ペンバートンはミシシッピ川の数マイルをできるだけ長く保持すると心に決め、ジョンストン軍あるいは他の所からの救援を期待した。
南軍には新たな問題が起こった。グラント軍の死者と負傷者がミシシッピの夏の暑さの中で横たわっており、死んだ人や馬の臭いが空気を汚し、負傷者は医療や水を求めて叫んでいた。グラントは当初休戦を求めることは弱さを示すものと考えて拒んだ。最後にグラントが折れて、北軍が負傷兵や戦死者を回収する間は南軍が砲火を止め、暫くはあたかも敵意など無かったかのように両軍の兵士が混じり合い、交歓し合った。
グラント軍はビックスバーグを取り巻く12マイル (19 km)の環を埋め始めた。間もなく50,000名の北軍兵でも南軍の防御線全てを取り囲むことはできないと分かった。ペンバートンが脱出できる見込は悲観的だったが、ビックスバーグから南に向かう道路は北軍が守っていないものがあった。グラントは北軍の総司令官ヘンリー・ハレックからの援助を仰いだ。ハレックは素早く、グラントの要求に合わせるために西部の軍隊を移動させ始めた。この包囲線に到着した最初の援軍は、6月11日に到着したフランシス・J・ヘロン少将に率いられたミズーリ軍からの5,000名だった。ヘロン隊はマクファーソン軍団に付けられ、一番南に陣取った。次は6月12日にカドワラダー・ウォッシュバーン准将が率いる第16軍団からの3個師団が到着した。これらは近くにあるコリンス、メンフィスおよびラグランジュから集められていた。最後に加わった重要な援軍はジョン・G・パーク少将に率いられたオハイオ軍からの強旱な第9軍団8,000名であり、6月14日に到着した。パーク隊の到着でビックスバーグの回りにいるグラント軍は77,000名となった。
ルイジアナ州の南軍はジョン・G・ウォーカー少将の指揮で、グラント軍の供給線を遮断するために、6月7日にミシシッピ川上流でミリケンズベンドの戦いを起こした。これは主に訓練されていないアフリカ系アメリカ人部隊で守られ、劣った武器で勇敢に戦い、遂には砲艦の助けもあって南軍を撃退した。ただし、損失は大きく、守備側は652名を失い、南軍の方は185名だった。ミリケンズベンドの戦いでの敗北により、南軍救出の望みは慎重なジョンストン軍をおいて無くなった。
6月の間はずっと、北軍が南軍に並行して塹壕を掘り、近付いていった。兵士達は狙撃手を恐れて工作物の上に頭を出すことも出来なかった。帽子を棒の上に付けて工作物の上に突き出すのが北軍兵のスポーツになり、一定時間内に南軍の銃弾が何発貫通するかを賭けた。
ペンバートンは多くの食用にならない軍需品と少ない食料と戦っていた。貧しい食事は南軍兵の上に現れていた。6月末までに発病したり入院するものが半分はいた。壊血病、マラリア、赤痢、下痢などの病気が兵士を蝕んだ。少なくとも一人の市民は夜通し起きていて、飢えた兵士が野菜畑に入らないようにしておく必要があった。絶え間ない砲撃の方が食料の欠乏よりもまだましだった。包囲戦が進んでくると、ビックスバーグ周辺を徘徊する馬、ロバおよび犬が段々と見られなくなっていった。靴の革が多くの成人にとって最後の命の綱になった。
包囲戦の間、北軍の砲艦は22,000発以上の砲弾を町に撃ち込み、陸軍の大砲はさらにそれを越えた。砲撃が続くとビックスバーグの使える家屋も最少になった。町の主要部と南軍の前線との間にある尾根は暫くの間、市民達の仮の住まいになった。ビックスバーグの黄色粘土層の丘に500以上の洞穴が掘られた。家の構造が堅牢であろうと無かろうと、これらの洞窟を占領する方が安全と考えられた。人々は絨毯、家具および絵画を持ち込んでできるだけ快適に生活しようとした。彼等は砲撃の合間に移動し食料を集めようとしたが、時には失敗した。これらの塹壕や洞穴の故に、北軍兵はこの町に「プレーリードッグの村」という渾名を付けた。町に対する砲撃の激しさにも拘わらず、全包囲期間に殺されたとわかる市民はほとんどいなかった。

### 指揮の変化
この包囲戦中にグラントが採った行動の一つとして長引くライバル関係の決着があった。5月30日、マクラーナンド将軍は自画自賛のメモをその部下宛に書き、間もなく得られる勝利は大いに自分の功績だと主張した。グラントは6ヶ月間というもの、この方面作戦の初期、アーカンソー・ポストの戦い頃に衝突して以来、マクラーナンドが口を滑らすのを待っていた。1863年1月にマクラーナンドを解任する許可を得ていたが、明確な挑発を待っていた。グラントは遂に6月18日にマクラーナンドを解任した。グラントが念入りに事を運んだので、マクラーナンドは頼る伝もなく軍隊を離れた。マクラーナンドの第13軍団はハッチー橋の戦いで受けた傷から快復したエドワード・オード少将に渡された。1864年5月、マクラーナンドは遠くテキサス州の部隊指揮で復活した。
もう一つの指揮官変更は6月22日に起こった。ペンバートン軍を前にすることに加えて、グラントは後方にいるジョセフ・ジョンストン軍のことも心配しなければならなかった。グラントはビッグブラック川橋に1個師団を置き、もう一つの師団は遠く北のメカニクスバーグまで偵察させ、どちらも自軍を遮蔽させるように行動させた。6月10日までに、ジョン・G・パーク少将の第9軍団はグラントの指揮下に移された。この軍団は、キャントンで軍を集めているジョンストンが包囲戦を妨害しないようにする特別任務の中核になった。シャーマンがこの任務に宛てられ、フレデリック・スティール准将が第15軍団を引き継いだ。ジョンストン軍は遂にペンバートン軍解放のために動き始め、7月1日にビッグブラック川に到達したが、シャーマン軍との困難になりそうな対決をビックスバーグ要塞に間に合わないほど先延ばしして、結局はジャクソンに後退した。

### 第3ルイジアナ・レダンのクレーター
包囲戦の後半、北軍は第3ルイジアナ・レダンの下にトンネルを掘り、2,200ポンド (1,000 kg)の火薬を填めた。6月25日に南軍の前線を吹き飛ばし、その後で第17軍団のローガン師団からの部隊による歩兵攻撃が行われた。ジャスパー・A・モルトビー大佐の第45イリノイ連隊（「坑道先導連隊」と呼ばれた）が、直径40フィート (12 m)、深さ12フィート (3.6 m)のクレーターに容易に突撃したが、回復してきた南軍歩兵に止められた。南軍兵も破滅的な効果をもたらす短い導火線付き砲弾を穴に転げ落とすなどしたため、北軍兵は動けなくなった。北軍の工兵が歩兵を解放するためにクレーターの中に砲郭を据え、間もなく兵士達は新しい防御線の中に戻った。この日の爆発で残されたクレーターから、北軍の坑夫達は新しい坑道を南に掘った。7月1日、坑道は爆破されたが歩兵の攻撃は無かった。工兵達は7月2日と3日も、将来起こりうる攻撃のためにクレーターを4列縦隊で通れるように拡げた。しかし、その翌日の出来事でそれ以上の攻撃の必要性は無くなった。

### 降伏とその後

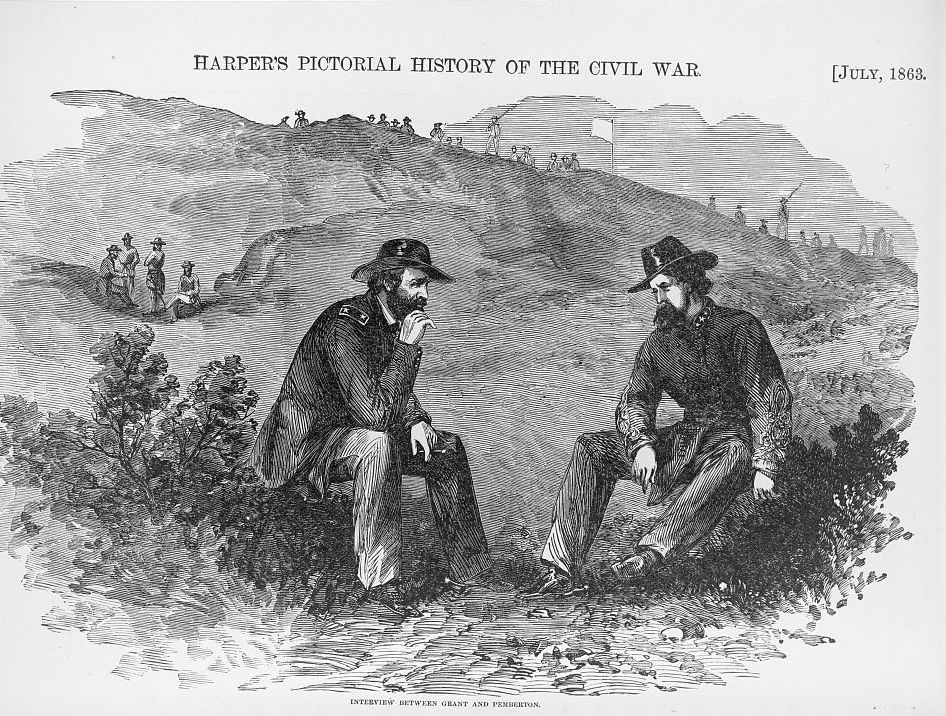
降伏条件を話し合うグラント（左）とペンバートン

7月3日、ペンバートンは、ドネルソン砦の戦いの時のようにまず無条件降伏を要求したグラントにメモを送った。しかしグラントは考え直して、北軍の捕虜キャンプで3万人の飢えた南軍を養いたいとは思わず、全ての捕虜の釈放を提案した。南軍の弱りきった状態、意気消沈し飢えていることを考えると彼らが再び戦おうとするとは想定できなかった。グラントは彼らが南軍の他の地域に敗北の烙印を抱えて帰るものと期待した。いずれにしても、それだけ大勢の軍勢を北へ送るとすれば、それに北軍は捉われっぱなしになり、何ヶ月も掛かったことであろう。
降伏はある古いオークの木のそばで正式なものとなり、「その出来事で歴史になった」。グラントの「個人的自叙伝」で、彼はこの不運な木の運命を次のように語っている
降伏は7月4日の独立記念日に最終的な形になり、その日であればペンバートンはアメリカ合衆国からより同情的な条件を持ってくると期待した。ビックスバーグ方面作戦はまだ幾つか小さな戦闘が続いたが、この要塞都市が陥落し、続いてポートハドソンが7月9日に陥落するとミシシッピ川は北軍がしっかりと掴むことになり、南軍は2つに分割された。リンカーン大統領は「水路の父は怒らずに海に流れる」という有名な宣言を行った。
ビックスバーグの戦闘と包囲戦による北軍の損失は4,835名となり、南軍は32,967名（29,495名は降伏）となった。3月29日からの方面作戦全体では、北軍が10,142名、南軍は9,091名が戦死および負傷となった。ペンバートンはその降伏した兵士に加え、グラントに172門の大砲と5万挺のライフル銃を渡した。

### 遺産
伝説に拠れば、ビックスバーグでは7月4日に降伏したために、第2次世界大戦のときまで、7月4日の独立記念日が祝われることはなかった。
ビックスバーグ周辺の工作物はビックスバーグ国立軍事公園の一部として、アメリカ合衆国国立公園局によって保存されている。